# Naica
Naica és una població pertanyent al municipi de Saucillo dins l'estat de Chihuahua, a Mèxic. Té una població de 4.775 habitants (2005).
És una ciutat minera i s'hi troba la cèlebre mina de Naica, on s'ha localitzat la geoda amb els cristalls de guix (de selenita) més grans del món.
El primer descobriment miner en aquesta zona es va fer l'any 1794. El 1828 Santiago Stoppelli realitzà el descobriment de minerals de plom i plata que va portar a la fundació d'aquest poble. Es fundà la “Compañía Minera de Naica” i el 27 de juliol de 1911 Naica va passar a ser cap del municipi, però amb la Revolució mexicana es paralitzaren les activitats mineres i el municipi de Naica va desaparèixer i va ser incorporat al de Saucillo el 1922.
El 1928 s'hi restablí l'activitat minera, primer per companyies dels Estats Units i després per la mexicana “Peñoles”, i actualment és una de les zones mineres més productives de l'estat de Chihuahua.